# Marie Goldsmith

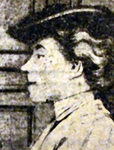
Marie Goldsmith

Maria Isidorovna Goldsmith ou Marie Goldsmith, (Pinega, Arcangel, Rússia em 1873 - suicidou-se 11 de janeiro de 1933), foi uma anarquista ativista e biólogo do Laboratório de Zoologia Sorbonne. Secretário de Ano Organic 1902-1919, ela trabalhou na imprensa libertária sob os pseudônimos Maria Korn ou Corn e Isidine, incluindo a La Libre Fédération (Lausanne, 1915-1919), Les Temps nouveaux (Paris, 1919-1921) e Plus Loin (Paris, 1925-1939)
Durante a Primeira Guerra Mundial, ela apoiou o Manifesto dos Dezesseis, o qual reunindo apoiadores libertários contra a Alemanha.
Morte
Quando sua mãe faleceu de doença e velhice, Marie foi rápida em segui-la: ela tomou veneno e morreu no Hôpital Cochin, um hospital para pobres, dois dias depois, em 11 de janeiro, aos 61 anos. Ela só deixou um pequeno bilhete: "Vou atrás dela. Por favor, enterre-nos juntos. Temos dois lugares ao lado do meu pai no Cemitério Ivry. Entrego e deixo tudo para A. Schapiro e E. Bakunina. Por favor, alimente os pássaros e coloque-os em boas mãos." Muitos obituários sobre os ourives foram publicados em todo o mundo nos meses que se seguiram, de revistas científicas à imprensa anarquista. O próprio Makhno elogiou lindamente Marie, comparando-a a Kropotkin, Élisée Reclus e Varlaam Cherkezov como um dos "titãs do anarquismo". Luminares anarquistas como Goldman, Berkman e Mollie Steimer expressaram profunda tristeza por seu falecimento em cartas privadas. Expressões de luto foram imediatamente seguidas por repetidos apelos para arrecadar fundos para publicar as obras coletadas de Goldsmith.